# روابط جمهوری آذربایجان و اتحادیه اروپا
جمهوری آذربایجان و اتحادیه اروپا طی سال‌های گذشته روابط مثبت میان خود را حفظ کرده‌اند و از سال ۱۹۹۱ با یکدیگر ارتباط نزدیکتری دارند. آذربایجان در حال حاضر بخشی از سیاست همسایگی اروپا، شراکت شرقی و شورای اروپا است. اتحادیه اروپا بزرگ‌ترین کمک کننده و سرمایه‌گذار خارجی هم در بخش دولت و هم جامعه مدنی آذربایجان می‌باشد که ثمره آن تاکنون از سال ۱۹۹۲ حدود ۶۰۰ میلیون یورو ارزش تعاملات دوجانبه بین اتحادیه اروپا و این کشور بوده‌است.

## مقدمه
جمهوری آذربایجان پس از کسب استقلال ملی در سال ۱۹۹۱ میلادی توسعه روابط با کشورهایی اروپایی را از اولویت‌های سیاست خارجی خود اعلام کرده‌است.
روابط جمهوری آذربایجان و اتحادیه اروپا در سال ۱۹۹۱ میلادی آغاز شد و دو طرف در ماه آوریل سال ۱۹۹۶ توافقنامه همکاری فی‌مابین را در لوگزامبورگ امضا کردند.
این سند که در سال ۱۹۹۹ میلادی به اجرا گذاشته شد، شامل همکاری‌های گسترده جمهوری آذربایجان و اتحادیه اروپا در حوزه‌های سیاسی، اقتصادی، بازرگانی، سرمایه‌گذاری، فرهنگی و قانون گذاری می‌باشد.
جمهوری آذربایجان با اتحادیه اروپا به صورت دوجانبه و در قالب برنامه مشارکت شرقی در این اتحادیه همکاری می‌کند. اخیراً هم در سفر ماه فوریه سال ۲۰۱۷ میلادی الهام علی اف رئیس جمهوری آذربایجان به بروکسل و دیدار با دونالد توسک رئیس شورای اتحادیه اروپا اعلام شد که طرفین مذاکرات امضای توافقنامه جدید همکاری را آغاز کردند. این توافقنامه جدید شامل گسترش همکاری جمهوری آذربایجان در حوزه‌های سیاسی، امنیتی و بازرگانی می‌شود.
در این مقاله سعی گردیده‌است که روابط سیاسی طرفین بیشتر از روابط اقتصادی مورد بررسی قرار بگیرد؛ لذا تمرکز مقاله بر روابط سیاسی دو طرف است. با این حال به صورت خلاصه به مراودات اقتصادی نیز اشاره شده‌است.

## روابط اقتصادی جمهوری آذربایجان و اتحادیه اروپا
اتحادیه اروپا در منطقه ناپایدار قفقاز جنوبی، به ویژه از نظر انرژی و امنیت، نه تنها نقش مهمی را ایفا می‌کند بلکه سهم زیادی نیز در این منطقه چه از جنبه سیاسی و چه از جنبه اقتصادی دارد. در این منطقه فرصت‌های زیادی مربوط به ذخایر انرژی دریای خزر و نقش قفقاز جنوبی به عنوان یک منطقه غنی از منابع و یک دالان ترانزیتی برای حمل نفت و گاز به اروپا وجود دارد که این موضوع وابستگی ضد وزنی غرب به ویژه اتحادیه اروپا را به منابع نفت خلیج فارس و منابع گاز روسیه را کاهش می‌دهد. کشورهای عضو اتحادیه اروپا منافع اقتصادی فزاینده ای در منطقه دارند. این منطقه مکانی بالقوه، سودآور و جذاب برای سرمایه‌گذاری مستقیم خارجی (FDI)، به ویژه برای شرکت‌های نفتی چند ملیتی است.

### مروادات تجاری
اتحادیه اروپا برای مستحکم نمودن جایگاه خود در این منطقه به ویژه در جمهوری آذربایجان، مراودات تجاری مناسبی را برقرار نموده‌است تا بتواند نقش مهمی در این منطقه ایفا نماید. از سوی دیگر این وابستگی متقابل اقتصادی موجب می‌شود تا اعتماد متقابل بین طرفین ایجاد گردد و اتحادیه اروپا بهرهٔ لازم را از صادرات انرژی از این منطقه به اروپا را ببرد.
| صادر کنندگان             | ارزش واردات در سال ۲۰۱۵ | ارزش واردات در سال ۲۰۱۶ | ارزش واردات در سال ۲۰۱۷ | ارزش واردات در سال ۲۰۱۸ | ارزش واردات در سال ۲۰۱۹ |
| جهان                     | ۹٬۲۱۴٬۲۸۱               | ۸٬۴۷۲٬۵۰۰               | ۸٬۷۶۷٬۷۹۹               | ۱۱٬۴۶۰٬۳۳۸              | ۱۳٬۶۴۹٬۲۶۹              |
| اتحادیه اوپا (EU15) جمعاً | ۲٬۵۴۱٬۸۷۱               | ۱٬۷۵۳٬۱۸۲               | ۱٬۵۳۴٬۸۴۷               | ۱٬۸۸۴٬۶۶۸               | ۲٬۰۸۵٬۵۴۶               |
| آلمان                    | ۶۷۶٬۸۶۲                 | ۳۸۷٬۵۵۵                 | ۴۴۱٬۷۴۷                 | ۶۵۸٬۶۴۰                 | ۷۰۸٬۷۲۶                 |
| ایتالیا                  | ۵۸۷٬۴۹۳                 | ۳۳۱٬۸۳۶                 | ۳۱۸٬۱۰۰                 | ۳۳۵٬۷۳۸                 | ۳۶۳٬۹۴۷                 |
| فرانسه                   | ۲۱۱٬۹۰۰                 | ۱۵۰٬۲۵۹                 | ۱۵۴٬۸۵۹                 | ۱۸۳٬۶۴۳                 | ۲۵۰٬۸۳۷                 |
| بریتانیا                 | ۵۲۷٬۸۲۷                 | ۴۹۵٬۲۱۴                 | ۲۳۹٬۸۶۲                 | ۲۶۳٬۵۴۸                 | ۲۳۲٬۶۳۴                 |
| هلند                     | ۹۹٬۴۱۴                  | ۷۵٬۴۶۷                  | ۸۷٬۹۵۸                  | ۱۰۳٬۸۲۱                 | ۱۳۷٬۲۰۳                 |
| اطریش                    | ۱۰۴٬۹۵۱                 | ۵۷٬۷۱۹                  | ۶۲٬۳۴۲                  | ۶۶٬۸۳۰                  | ۸۲٬۳۷۶                  |
| بلژیک                    | ۷۹٬۶۲۰                  | ۵۵٬۰۰۸                  | ۶۲٬۰۳۲                  | ۵۶٬۲۱۲                  | ۷۰٬۹۷۳                  |
| اسپانیا                  | ۶۱٬۵۶۲                  | ۵۰٬۰۵۰                  | ۶۱٬۰۰۵                  | ۸۳٬۰۲۶                  | ۶۷٬۴۱۲                  |
| فنلاند                   | ۳۴٬۵۴۵                  | ۱۲٬۶۲۴                  | ۱۸٬۴۲۱                  | ۲۹٬۳۳۲                  | ۵۴٬۵۳۱                  |
| دانمارک                  | ۱۵٬۷۵۹                  | ۲۲٬۲۰۸                  | ۲۲٬۴۸۲                  | ۲۵٬۲۴۰                  | ۳۵٬۱۸۸                  |
| سوئد                     | ۸۰٬۰۸۴                  | ۶۷٬۸۷۵                  | ۲۸٬۵۰۹                  | ۳۰٬۰۹۵                  | ۳۲٬۴۶۶                  |
| ایرلند                   | ۱۱٬۸۸۹                  | ۱۷٬۶۱۴                  | ۱۰٬۸۴۴                  | ۱۹٬۷۰۳                  | ۱۵٬۴۹۳                  |
| پرتغال                   | ۲۶٬۲۰۴                  | ۱۱٬۰۰۴                  | ۱۰٬۷۷۷                  | ۱۵٬۵۱۱                  | ۱۴٬۵۲۹                  |
| یونان                    | ۱۶٬۱۷۶                  | ۱۵٬۳۱۶                  | ۱۲٬۱۳۶                  | ۹٬۴۹۰                   | ۱۳٬۹۰۳                  |
| لوکزامبورگ               | ۷٬۵۸۵                   | ۳٬۴۳۳                   | ۳٬۷۷۳                   | ۳٬۸۳۹                   | ۵٬۳۲۸                   |

جدول مراودات تجاری جمهوری آذربایجان با اتحادیه اروپا
مهم‌ترین شرکای تجاری جمهوری آذربایجان در اتحادیه اروپا، کشورهای آلمان، ایتالیا، انگلیس، اسپانیا و فرانسه هستند. کشورهایی که نقش اساسی ای در اعمال فشارهای سیاسی در مباحث حقوق بشری، آزادی و دموکراسی را در این کشور دارند. از سوی دیگر، اتحادیه اروپا شریک اول تجاری جمهوری آذربایجان و بزرگ‌ترین وارد کننده از این کشور و صادر کننده به این کشور می‌باشد.
این مسئله نشان دهندهٔ این است که اتحادیه اروپا به ویژه پنج کشور مذکور اروپایی از گستردگی روابط تجاری با جمهوری آذربایجان به عنوان اهرم فشاری جهت اعمال سیاست‌های خود در این کشور استفاده می‌نماید.

### سیاست اقتصادی خط لوله خزر
از اوایل دهه ۱۹۹۰، موقعیت جغرافیایی استراتژیک و نقش تأمین کننده منابع آذربایجان در بازی ایجاد خط لوله نفتی، پیامدهای فزاینده ای از نظر انرژی و امنیت اقتصادی برای اروپا داشته‌است. تمایل آذربایجان برای همکاری نزدیک با اتحادیه بزرگ یورو آتلانتیک، موقعیت بی‌سابقه ای را در سطوح بین‌المللی برای این کشور جلب کرده‌است. ثروت انرژی این کشور نقطه مقابل و بدیل بسیار مهمی برای نفت خلیج فارس است که ترانزیت نفت آن برای دموکراسی‌های غربی به دلیل مسائل امنیتی و حضور پررنگ جمهوری اسلامی ایران در این منطقه بی‌ثبات است و این خط لوله به اروپا کمک می‌کند تا واردات انرژی خود را تنها محدود به یک منطقه ننماید و منابع تأمین انرژی خود را متنوع کند.
نکتهٔ حائز اهمیت در این رابطه، پروژهٔ عمرانی ایجاد خطوط انتقال نفت (باکو - تفلیس - جیحون) است که نفت دریای خزر را از شهر باکو، پایتخت جمهوری آذربایجان به تفلیس گرجستان می‌رساند و از آن طریق به بندر جیحون واقع در ترکیه می‌رسد و پس از آن به اروپا صادر می‌شود.
آذربایجان به عنوان یکی از کشورهای تأمین کننده انرژی، در سال ۲۰۰۶ حدود ۱٫۲ میلیون تن نفت خام را از طریق بندر Novorossiysk روسیه به اروپا صادر کرد. علاوه بر این، حدود ۱۰ میلیون تن نفت آذری در سال ۲۰۰۶ از طریق خط انتقال نفت باکو - تفلیس - جیحون BTC به اروپا منتقل شد. در اوایل آوریل ۲۰۰۷، پروژه BTC تقریباً ۱۴ میلیون تن نفت خام را به مدیترانه منتقل کرده‌است. هرچه زمان می‌گذرد، خط لوله BTC قرار است وابستگی متقابل اتحادیه اروپا و آذربایجان را به طرز چشمگیری افزایش دهد. عمر این خط لوله ۴۰ سال است. خط لوله BTC در حال حاضر با ظرفیت عادی کار می‌کند و قادر است حداکثر ۵۰ میلیون تن نفت در سال به بازار اروپا صادر کند.
یکی از خطوط ترانزیت انرژی دیگر، خط لوله باکو – تفلیس – ارزروم (BTE) است که کار صادرات نفت را موازی با BTC انجام می‌دهد و گاز طبیعی را از میدان شاه دنیز آذربایجان به گرجستان و سپس به ترکیه منتقل می‌کند، جایی که جمهوری آذربایجان به شبکه گاز ترکیه از طریق آن متصل می‌شود و می‌تواند گاز طبیعی را به سراسر اروپا برساند. خط تولید تازه راه اندازی شده BTE (همچنین به عنوان خط لوله گاز قفقاز جنوبی نیز شناخته می‌شود) اواخر تابستان سال ۲۰۰۷ به بهره‌برداری رسید. ظرفیت انعقاد قرارداد خط لوله BTE در حال حاضر ۷٫۲ میلیارد متر مکعب است.
علاوه بر این، آذربایجان در حال تشکیل و تکامل یک مرکز ترانزیتی دیگر در یک سیستم ژئواستراتژیک و اقتصادی است که از اروپا تا قفقاز جنوبی و آسیای میانه گسترش می‌یابد. این کشور مسیر دیگری را برای انتقال منابع انرژی خزر به کشورهای عضو اروپا فراهم می‌کند که بعضی از آنها به‌طور فزاینده ای به گاز روسیه وابسته هستند. نکته قابل توجه این است که کشورهای اروپایی آلمان و فرانسه بیش از هر کشور اروپایی دیگر در اتحادیه اروپا به شرکت انحصاری دولتی روسیه گاز پروم متکی هستند. با توجه به اینکه انتظار می‌رود در آینده نزدیک تقاضای گاز طبیعی اکثر کشورهای اروپایی افزایش یابد، گزینه احتمالی می‌تواند ایجاد یک خط لوله باشد که از دریای خزر عبور کند و گاز طبیعی را به آذربایجان، گرجستان، ترکیه و سپس به اروپای مرکزی منتقل کند اما باید توجه داشت این امر تا حد زیادی به توافقنامه تعیین مرز و نعیین حدود سواحل و حقوق دریای خزر بستگی دارد که اخیراً توافقاتی در این حوزه بین پنج کشور حوزهٔ دریای خزر صورت گرفته‌است.

## روابط سیاسی جمهوری آذربایجان و اتحادیه اروپا
بر اساس مقاله «فکت شیت» روابط بین آذربایجان و اتحادیه اروپا، پس از مراودات تجاری، مراودات غیر اقتصادی و سیاسی طرفین شامل مباحث حکمرانی و دولت، اجتماعی، محیط زیست و ارتباطات و می‌باشد که در این بین تمرکز ما بر مباحث سیاسی خواهد بود.
روابط اتحادیه اروپا با آذربایجان بر اساس توافقنامه همکاری آذربایجان و اتحادیه اروپا است که از سال ۱۹۹۹ لازم‌الاجرا شده‌است. در فوریه ۲۰۱۷، اتحادیه اروپا و آذربایجان مذاکرات مربوط به یک توافق‌نامه جدید را برای تقویت گفتگوهای سیاسی و همکاری‌های سودمند متقابل آغاز کردند. آذربایجان یک شریک انرژی استراتژیک برای اتحادیه اروپا است و نقشی محوری درآوردن منابع انرژی خزر به بازار اتحادیه اروپا دارد. در سال ۲۰۱۸، اتحادیه اروپا و آذربایجان اولویت‌های مشترک مشارکت را همراه با چهار اولویت مشارکت شرقی که گفتگوی سیاسی و همکاری اتحادیه اروپا را هدایت می‌کنند، تأیید کردند.
در زمینه حکمرانی خوب و بحث حکمرانی در جمهوری آذربایجان، اتحادیه اروپا اقداماتی را انجام داده‌است. دسترسی بهتر شهروندان و مشاغل به عدالت، از طریق کمک‌های حقوقی، حل اختلاف و مبارزه با فساد از زمینه‌های مهم حمایت اتحادیه اروپا است.
آذربایجان از طریق پروژه‌های "همراهی دوجانبه" یا به اصطلاح "Twinning"، که تخصص بخش عمومی کشورهای عضو اتحادیه اروپا و کشور ذی‌نفع را گرد هم آورده‌است، با اتحادیه اروپا همکاری می‌کند. در ۱۰ سال گذشته، بیش از ۲۵ وزارتخانه و نهاد عمومی در آذربایجان تقریباً در ۵۰ پروژه همراهی دوجانبه شرکت کرده‌اند. نظارت بر کیفیت هوا و معرفی یک بیمه درمانی اجباری نمونه‌هایی از همکاری موفق اتحادیه اروپا و آذربایجان در این زمینه است.
اتحادیه اروپا همچنین ضمن تأمین آزادی رسانه‌ها، آزادی بیان و تجمعات در آذربایجان، بر اهمیت دفاع از حقوق بشر و محیطی مناسب برای جامعه مدنی تأکید می‌کند. اتحادیه اروپا این امر را بخشی اساسی از روابط اتحادیه اروپا و آذربایجان می‌داند.
در زمینه سفر بین طرفین وهمچنین بحث مهم ویزا، توافق‌نامه‌های تسهیل ویزا و پذیرش مجدد ویزا از طریق اتحادیه اروپا و آذربایجان از سال ۲۰۱۴ لازم‌الاجرا شد و بدین ترتیب این توافق ویزاهای کوتاه مدت شینگن را برای شهروندان آذربایجان، به ویژه مسافرانی که مکرراً بین طرفین مسافرت می‌نمایند، آسان‌تر و ارزان‌تر می‌کند که به آنها اجازه می‌دهد در اکثر کشورهای اتحادیه اروپا سفر کنند. بعلاوه بعنوان مثال ویزا برای دانشجویان اراسموس بدون هزینه است. حمایت از توسعه مهارت‌ها، با تمرکز ویژه بر آموزش و مهارت شغلی، برای کمک به این کشور در تطابق بهتر مهارت‌های نیروی کار با نیازهای کارفرمایان، از اولویت‌های اتحادیه اروپا در آذربایجان است.
در همین راستا برنامه Erasmus+ اتحادیه اروپا تقریباً به ۱۶۰۰ دانشجو و کادر علمی از آذربایجان فرصت تحصیل یا تدریس در کشورهای اتحادیه اروپا را داده‌است و نزدیک به ۹۰۰ نفر از اتباع اتحادیه اروپا این فرصت را دارند که از سال ۲۰۱۵ تا ۲۰۱۹ به آذربایجان بروند. علاوه بر این، بیش از ۳۳۰۰ جوان و کارگر جوان از آذربایجان در مبادلات کوتاه مدت، تحرک، آموزش و پروژه‌های داوطلبانه شرکت کرده‌اند.
اگر از تمام این مسائل بگذریم یکی از بزرگ‌ترین مسائل موجود در جمهوری آذربایجان که این کشور با آن دست و پنجه نرم می‌نماید مسئله بحران ناگورنو قره باغ است. درگیری‌های حل نشده قره باغ همچنان مانعی برای ثبات و شکوفایی منطقه ای است که آذربایجان در آن حضور دارد. اتحادیه اروپا، از جمله از طریق نماینده ویژه خود در قفقاز جنوبی و بحران گرجستان، از تلاش‌های روسای مشترک گروه مینسک سازمان امنیت و همکاری اروپا برای تسهیل حل و فصل منازعات، این فرایند را پشتیبانی و تکمیل می‌کند. اتحادیه اروپا همچنین فعالیت‌های جامعه مدنی اعتماد سازی و ایجاد صلح را برای حمایت از روند صلح رسمی و هدف از بین بردن شکاف درگیری ارتقا می‌دهد. در سال ۲۰۱۸، اتحادیه اروپا و آذربایجان گفتگوی امنیتی سطح بالایی را برای کمک به افزایش تبادل اطلاعات و همکاری آغاز کرده‌اند.
اما نکتهٔ مهم این است که باید دقت نمود که تمام روابط بین اتحادیه اروپا و جمهوری آذربایجان در این موضوعات خلاصه نمی‌شود. در راستای عملیاتی نمودن برنامه‌های همکاری فی ما طرفین، به خصوص برنامه‌های که در قالب «برنامهٔ همکاری شرقی» که به امضای آن‌ها رسیده‌است، مشکلات و اختلافات بسیاری به وجود آمده‌است که پیشروی در اجرایی نمودن این برنامه‌ها را با مشکلاتی جدی رو به رو ساخته‌است. در این مقاله برای شناخت بهتر و تسلط بیشتر بر روابط باکو – اتحادیه اروپا به این مسئله که بسیار مهم است در ادامه پرداخته خواهد شد.
مشکلات غیر اقتصادی بین اتحادیه اروپا و جمهوری آذربایجان در ۴ گزینه خلاصه می‌شود:
1. دموکراسی و حقوق بشر
2. موضوع آزادی مطبوعات و رسانه‌ها
3. بحران ناگورنو قره باغ

## بحث دموکراسی و حقوق بشر
دموکراسی و حقوق بشر همواره یکی از موضوعات اساسی و مهم اروپا برای برقراری روابط دوستانه با دیگر کشورها برای همکاری‌های دو جانبه و چند جانبه بوده‌است. به ظاهر حقوق بشر در این رابطه یکی از خط قرمزهای اتحادیه اروپا برای همکاری‌ها به حساب می‌آید. به خصوص برای کشورهای اروپایی که خواستار پیوستن به اتحادیه اروپا می‌باشند، رعایت حقوق بشر در آن کشور و وجود یک دموکراسی حقیقی از جمله پیش شرط‌های اولیه برای کشورهایی است که خواستار پیوستن به این اتحادیه است. پیش شرطی که کشورهای بسیاری را به ویژه کشورهایی مانند جمهوری آذربایجان که بحث دموکراسی و انتخابات در آن جا با مشکلات عدیده ای روبه رو است با چاش‌های بسیاری رو به رو ساخته‌است.
در همین راستا اتحادیه اروپا، جمهوری آذربایجان را ترغیب کرد قبل از برگزاری انتخابات ریاست جمهوری در ۱۱ آوریل ۲۰۱۸، اصلاحاتی در زمینه آزادی انتخابات، آزادی تجمع و آزادی رسانه‌ها را اجرایی کند. اتحادیه اروپا در پی «نشست همکاری جمهوری آذربایجان و اتحادیه اروپا» در بروکسل اجرا شدن تعهدات این کشور را برای اتحادیه اروپا دارای اهمیت حیاتی دانست.
در یک قرارداد همکاری بین طرفین (جمهوری آذربایجان و اتحادیه اروپا) مواد متعددی در مورد دموکراسی ذکر شده‌است. در جایی از این قرارداد ذکر شده‌است که "احترام به دموکراسی، اصول حقوق بین‌الملل و حقوق بشر به‌طور خاص در منشور سازمان ملل متحد تعریف شده‌است و باید اجرایی شود. قانون نهایی هلسینکی و منشور پاریس برای اروپای جدید، و همچنین اصول اقتصاد بازار، از جمله اسنادی است که در آن این موارد ذکر شده‌است.
کنفرانس جامعه مهندسین عمران کانادا CSCE، عناصر اساسی مشارکت این توافق‌نامه و زیر بنای سیاست‌های داخلی و خارجی احزاب را تشکیل می‌دهد. همچنین در مادهٔ ۵ این قرارداد ذکر شده‌است که می‌بایست یک گفتگوی سیاسی منظم بین طرفینی ایجاد شود که قصد دارند در امر توسعه کمک دهند. همچنین شدت بخشیدن این همکاری باید روابط بین جامعه را تقویت و تحکیم کند. در این راستا نیز جمهوری آذربایجان باید، از تغییرات سیاسی و اقتصادی که در این کشور قرار است اتفاق بیفتدپشتیبانی کند و به ایجاد اشکال جدید همکاری کمک کند.
به‌طور مثال در این راستا، اتحادیه اروپا همواره در موضوع حقوق بشر و دموکراسی پرونده‌های بسیاری را مانع همکاری طرفین و پیوستن باکو به‌طور قطع به اتحادیه اروپا دانسته‌اند. یکی از این موارد پرونده ایلگار ممدف، فعال سیاسی اپوزیسیون است که از سال ۲۰۱۴ زندانی شده‌است.
در اسناد توافقنامه کنفرانس جامعه مهندسین عمران کانادا CSCE از گفتگوهای سیاسی در آذربایجان به عنوان یکی از راهکارها برای نهادینه شدن حقوق بشر و دموکراسی نام برده شده‌است که در ذیل آن نتایج و پیامدهای این پارامتر در این توافقنامه ذکر شده‌است. بر اساس این سند گفتگوهای سیاسی در جمهوری آذربایجان:
1. پیوندهای جمهوری آذربایجان را با جامعه و عضو آن را تقویت می‌کند.
2. همگرایی بین کشورها، و به‌طور کلی با جامعه ملل دموکراتیک و همگرایی اقتصادی حاصل از این توافقنامه منجر به روابط سیاسی شدیدتر خواهد شد.
3. باعث افزایش همگرایی مواضع درمورد موضوعات بین‌المللی متقابل خواهد شد.

گقت و گوی و روابط بین جمهوری آذربایجان و اتحادیه اروپا موجب افزایش امنیت و ثبات در منطقه و ترویج توسعه در آینده کشورهای مستقل در قفقاز خواهد شد. در مادهٔ ۸ قراداد همکاری طرفین ذکرشده است که "پیش‌بینی می‌شود که طرفین درمورد موضوعات مربوط به تقویت همکاری، ثبات و امنیت در اروپا، رعایت اصول دموکراسی، و احترام و ارتقاء حقوق بشر، به ویژه افراد متعلق به اقلیت‌ها و در صورت لزوم در مورد امور مربوطه تلاش خواهند کرد. این گفتگوها ممکن است به صورت منطقه ای با هدف کمک به این گفتگوها و حل اختلافات و تنش‌های منطقه ای صورت گیرد.
اما تمامی این موارد، قراردادهایی هستند که با این که مفاد بسیار پراهمیت و قابل توجهی برای جمهوری آذربایجان به حساب می‌آید، بخش اعظمی از این نوشته‌ها در حد متن باقی ماندند و هیچگاه اجرایی نشدند.
در پایان سال گذشته میلادی کمیته وزیران شورای اروپا روند آغاز اعمال تحریم علیه باکو را آغاز کرد. علت این امر نقض حکم دادگاه حقوق بشر شورای اروپا بود که رای داده بود که باکو حقوق ایلغار ممدف را زیر پا گذاشته‌است.

## موضوع آزادی مطبوعات و رسانه‌ها
در جمهوری آذربایجان برخی از ساختارهای حکومتی به ظاهر دموکراتیکتر شدند و ساختار کمونیسمی را تغییر دادند اما بسیاری دیگر از نهادهای دولتی فقط تغییر نام دادند و تفکر سازمانی و حتی ساختار زمان کمونیسمی نیز حفظ شده‌است. به عنوان مثال بعد از فروپاشی و استقلال جمهوری آذربایجان، به دلیل اعتقادات غیر دینی، سکولار و لائیک بودن حاکمان این کشور، ماهیت اداره مسلمانان قفقاز حفظ شده و با اهداف قبلی ولی در شکلی به ظاهر دموکراتیک به فعالیت ادامه می‌دهد.
یکی دیگر از نهادهایی که حقیقتاً در جمهوری آذربایجان فقط تغییر نام داده‌است تشکیلات امنیتی این کشور می‌باشد. تمام اسلوبهای پرونده سازی زمان کا.گ. ب امروز در اداره امنیت جمهوری آذربایجان MTN دنبال می‌شود.
نکته ای که باید به آن توجه داشت این است که آزادی رسانه در جمهوری آذربایجان به معنای حقیقی آن وجود ندارد و در کلامی دقیق تر باید گفت که تقریباً چنین آزادی را در این کشور نمی‌توان یافت. در این راستا بنیتا فررو والدنر کمیسر وقت اتحادیه اروپایی در امور روابط خارجی و سیاست‌های همسایگان اروپایی در نشستی دیپلماتیک هنگام صرف شام در باکو با طرح دو پرسش، در واقع وظایف اصلی دولت باکو را نیز گوشزد کرد؛ اولین سؤالی که در این نشست مطرح گردید و بیانگر نارضایتی اتحادیه اروپا از وضعیت آزادی رسانه‌ها در جمهوری آذربایجان، یعنی بازداشت بی‌دلیل سه روزنامه‌نگار آذربایجانی بود که اتحادیه اروپا خواستار پایان دادن به این موضع از سوی باکو بوده و منتظر آن که چه زمانی باکو می‌خواهد به این موضوع پایان دهد؟ نکته مهم و جالب تر این است که در این نشست همچنین خواستار بعدی اروپا از دولت آذربایجان مبادرت به اقدامات در جهت بهبود روابط با مسکو می‌باشد و می‌خواهد تا باکو روابط با مسکو را جدی بگیرد. این موضوع نشان دهندهٔ آن است که روسیه و منابع انرژی آن اهرم فشاری است بر اروپا تا بتواند اروپا را به عنوان میانجی در برابر باکو علم کند تا به خواسته‌های خود برسد. اما واکنش‌های باکو به درخواست‌های اتحادیه اروپا با تندی مواجه می‌شود و ادعا می‌کند که آن روزنامه نگاران باید در وهله اول درخواست آزادی خود را به صورت کتبی ارائه دهند تا از سوی قاضی مورد رسیدگی قرار گیرد. باکو در مورد بهبود روابط با مسکو هم اعلام کرد که گرچه کشورش مایل به این بهبودی است اما آذربایجان هرگز در مقابل روسیه سر خم نمی‌کند.

## بحرانناگورنو قره باغو نارضایتی آذربایجان از اتحادیه اروپا
یکی از این مشکلات موجود در طرفین بحث قره باغ است. منازعه جمهوری آذربایجان با ارمنستان بر سر منطقه قره باغ به عنوان مهم‌ترین مانع برای توسعه و کمک به ثبات کل منطقه باقی‌مانده‌است. در ژوئیه ۲۰۰۳ ایجاد پست نماینده ویژه اتحادیه اروپا در قفقاز جنوبی نشان دهنده مسیری برای تسهیل گفتگو بین اتحادیه اروپا و کشورهای منطقه بوده‌است. لازم به توجه است که نماینده ویژه اتحادیه اروپا در قفقاز جنوبی با رؤسای گروه مینسک شامل آمریکا، فرانسه و روسیه از نزدیک همکاری می‌کند. به عبارت دیگر از نظر اتحادیه اروپا و سیاست همسایگی آن تعمیق اصلاحات دموکراتیک سیاسی و اقتصادی، احترام به حقوق بشر در بعد سیاست خارجی و حل مسالمت آمیز منازعه قره باغ، مهم‌ترین چالشهای موجود در روابط طرفین است که حل این معضلات می‌تواند به تعمیق روابط طرفین و برآورده شدن منافع آنان بینجامد. اما دولت باکو در رابطه با موضع‌گیری‌های مبهم اروپایی‌ها در مسئله مناقشه قره باغ، ادعاهایی را در برابر اتحادیه اروپا مطرح می‌کند. با وجود حمایت اتحادیه اروپا از تمامیت ارضی جمهوری آذربایجان در پییش نویس توافقنامه جدید همکاری، اما تعلق منطقه قره باغ کوهستانی به جمهوری آذربایجان به‌طور مشخص ذکر نشده و در پیش نویس به آن اشاره نشده‌است.
نکته مهم در شکست امیدواری‌های باکو به این که نهادهای اروپائی در مناقشه ارمنستان و آذربایجان به نفع آذربایجان دخالت کنند، حضور تعداد زیادی از ارامنه مهاجر در کشورهای مختلف جهان به ویژه اروپا و آمریکاست که باعث گردیده دولتهای غربی به شکلی سنتی از ادعاهای ارمنستان در این مناقشه حمایت کنند. در این راستا می‌توان گفت امیدهای ۱۵ ساله باکو برای حل این مناقشه با استفاده از نفوذ اتحادیه اروپا بر باد رفته‌است. البته اتحادیه اروپا نمایندگانی را برای بازدید از اردوگاه‌های آوارگان آذری که از قره باغ اشغالی متواری شده‌اند، می‌فرستد و برخی تجهیزات رفاهی را برای آنها ارسال می‌دارد ولی تا هم‌اکنون هیچ قدم عملی برای حل این بحران در جهت احقاق حقوق جمهوری آذربایجان برنداشته است.
به‌طور خلاصه می‌توان گفت که نگرانی‌های امنیتی و ترس از شعله ورشدن مجدد جنگ در قره باغ باعث شده که اتحادیه اروپا نتواند جمهوری آذربایجان را به عنوان شریک مطمئنی در خصوص تأمین انرژی تلقی کند و به جایگزین‌های دیگری در این مورد فکر کند. در ملاقاتی که در باکو بین کاترین اشتون مسئول سیاست خارجی و امور امنیتی اتحادیه اروپا و الهام علی اف رئیس‌جمهور این کشور صورت گرفت، دو طرف طبق معمول دو موضوع مورد علاقه اروپا، یعنی تأمین انرژی و همچنین مناقشه ناگورنو قره باغ را بدون حصول هیچ نتیجه مورد بحث و بررس قرار دادند. با وجود این آذربایجان خواستار حضور غرب در قفقاز برای زیاد کردن ارتباط نزدیکتر خود با ترکیه و اروپاست. آذربایجانی‌ها و گرجی‌ها از مؤسسان «قفقاز خانه مشترک» یعنی یک قفقاز که غالباً شامل قفقاز شمالی هم می‌شود، در همنوایی در متن خود، با ترتیبات سیاسی و اقتصادی و اتحاد علیه بیرونی‌ها. این روش سازگار با علاقه عمومی ایالات متحده برای همکاریهای سیاسی مشترک است، اما در این میان با واقعیت از درک کاملاً متفاوت از منافع روسیه و ارمنستان مواجه می‌شود.
مبرهم‌ترین علاقه آذربایجان پایان دادن به مناقشه قره باغ است. مناقصه سبب از دست رفتن قلمرو مهم شامل مرکز تاریخی و فرهنگی آذربایجان، شوشی و نواحی متعددی شده که جمعاً حدود ۱۷ درصد از قلمرو کشور است. دولت کنونی آذربایجان هرچند تمایل اندکی به از سرگیری مناقصه دارد هنوز هر مصالحه ممکن که می‌تواند هم برای آذربایجان و هم ارمنستان بسیار ستیزه جویانه باشد. قرهباغ همچنین منبع ویژهای برای اصطکاک بین آذربایجان با روسیه و ایران است. آذربایجان احساس می‌کند که روسیه، میانجیگر جریان مینیسک، و ایران، کشوردوست شیعه، دشمن ارمنستان را پشتیبانی می‌کنند.

## روابط جمهوری آذربایجان و اتحادیه اروپا بر اساس اسناد همکاری طرفین
تعمیق همکاری‌ها بین باکو و اتحادیه اروپا تحت عنوان «مشارکت شرقی»، که در سال ۲۰۰۹ ایجاد شد، روابط دو جانبه بین اتحادیه اروپا و جمهوری آذربایجان را به‌طور مثبت مشخص کرده‌است. اتحادیه اروپا در سال ۲۰۰۹ برنامه موسوم به «مشارکت شرقی» را به شش عضو پیشین اتحاد جماهیر شوروی پیشنهاد کرد. هدف از این برنامه همگون سازی قوانین و مواضع اقتصادی و سیاسی اعلام شد.
نمایندگان اتحادیه اروپا و کشورهای ارمنستان، آذربایجان، گرجستان، بلاروس، مولداوی و اوکراین در هفتم ماه مه سال ۲۰۰۹ در پراگ گرد هم آمده و بیانیه مشترکی را در این زمینه امضا کردند.
اما طی سال‌های اخیر، روابط سیاسی اقتصادی بین اتحادیه اروپا و بلاروس به حداقل کاهش یافت و بلاروس نیز مانند ارمنستان ترجیح داد برای حفظ روابط بهتر با روسیه به «اتحادیه گمرکی اوراسیا» بپیوندد. اوکراین هم در تصمیمی ناگهانی عضویت در برنامه مشارکت شرقی را به حالت تعلیق درآورد.
اهمیت استراتژیک این شش کشور بدیهی است، البته در این میان، اوکراین با جمعیتی ۴۶ میلیونی و منابع طبیعی و انسانی از اهمیت ویژه ای برخوردار است.
اتحادیه اروپا، در سه سال اخیر، با هدف تشکیل و تقویت نهادهای دموکراتیک، اعمال اصلاحات اقتصادی، بهبود وضعیت زیست‌محیطی و مبارزه با فقر در این شش کشور، که آذربایجان نیز از کشورهای مهم این قرارداد است، بیش از ۲ میلیارد و ۵۰۰ میلیون یورو سرمایه‌گذاری کرده‌است. مطابق این برنامه، بهبود شرایط سیاسی اقتصادی به این کشورها امکان می‌دهد تا روابط اقتصادی خود را با اتحادیه اروپا افزایش دهند و بیش از پیش از بازار مصرفی اروپا بهره جویند. در سه‌ماهه نخست سال جاری میلادی، تراز تجاری اتحادیه اروپا با این شش کشور از مرز ۳ میلیارد و ۳۰۰ میلیون گذشت. در این میان، نیمی از کل صادرات اتحادیه اروپا به این شش کشور، سهم اوکراین است و مهم‌ترین صادرکنندگان آلمان، ایتالیا و لهستان هستند. از جمله تدابیر در نظر گرفته شده در برنامه مشارکت شرقی حذف مخارج صدور روادید برای تسهیل رفت‌وآمد شهروندان به اتحادیه اروپا است. در ازاء آن، این شش کشور موظف می‌شوند تدابیر امنیتی بیشتر برای کنترل مرزها، مبارزه با جرایم سازمان یافته، قاچاق مواد مخدر، اعضای بدن و سلاح اتخاذ کنند.
به‌طور خلاصه، اتحادیه اروپا امیدوار است با افزایش روابط اقتصادی و سیاسی با کشورهای شرق اروپا، تدابیر امنیتی مرزها و منابع انرژی خود را افزایش دهد.
روابط اتحادیه اروپا و آذربایجان تحت مشارکت شرقی شامل چشم‌انداز این کشور و ارتقاء روابط پیمانکاری در قالب اتحادیه اروپا و آذربایجان در این توافق‌نامه می‌شود. مشارکت شرقی نیز امکان تدریجی ادغام در اقتصاد اتحادیه اروپا را با تقویت روابط اقتصادی و تجاری بین کشورهای شریک خود و اتحادیه اروپا، از طریق انعقاد توافق‌نامه ای برای تعمیق و گستره نمودن منطقه تجارت آزاد، فراهم می‌آورد. یکی دیگر از زمینه‌های مهم مشارکت شرقی مربوط به تحرک شهروندان و آزادسازی ویزا به عنوان یک هدف بلند مدت در یک محیط امن آن است. به عنوان هدف میان مدت، مشارکت شرقی موجب تحرک شهروندان کشورهای همکار، تسهیل ویزا و پذیرش مجدد از طریق توافقات می‌شود.
مذاکرات مربوط به مشارکت شرقی در ۱۶ ژوئیه ۲۰۱۰ به منظور اجرای برنامه‌های توافقات توسط مقامات جمهوری آذربایجان با موفقیت در باکو آغاز شد. مقامات آذربایجان ظرفیت سازی را برای مقامات خود آغاز کرده‌اند و مدیریت عمومی اتحادیه اروپا در نظر دارد از این روند در چارچوب برنامه جامع نهاد سازی CIB مشارکت شرقی با کمک به سه برنامه اصلاحات نهادی چند ساله حمایت کند.
سند چارچوب برنامه جامع نهاد سازی CIB برای جمهوری آذربایجان اهداف اصلی را برای حمایت از برشکاری تعیین کرده‌است:
1. تقویت ظرفیت‌های انسانی با کمک تقویت ظرفیت‌های کمیسیون خدمات کشوری آذربایجان به صورت حرفه ای.
2. توسعه کارمندان دولت با تأکید بر امور اتحادیه اروپا.
3. ایجاد یک برنامه مطالعاتی تمام عیار اروپا از آکادمی دیپلماتیک آذربایجان ADA برای تقویت کلی دانش اتحادیه اروپا در جمهوری آذربایجان و همچنین ایجاد یک مرکز تعالی در امور اتحادیه اروپا.
4. مدیریت و هماهنگی آموزش خدمات مدنی و عملکرد توسعه حرفه ای در سراسر دولت عمومی برای تقویت ظرفیت‌های مدنی آذربایجان.[۱۶]

در راستای اجرایی شدن امور کمیسیون خدمات در توسعه حرفه ای کارمندان دولت با تأکید بر اتحادیه اروپا، نیاز به معیارهای حمایت از توسعه ظرفیت با کمک موارد زیر وجود دارد:
1. ایجاد واحد آموزش و استراتژی در ساختار کمیسیون خدمات کشوری CSC.
2. تدوین و اجرای استراتژی آموزش خدمات ملکی (از جمله اتحادیه اروپا)
3. استراتژی آموزش، شناسایی نیازهای آموزشی و تعیین اولویت‌های مربوط به شهروندان
4. آموزش خدمات در مناطق عمومی و متقاطع.
5. تأسیس مرکز آموزش کمیسیون خدمات کشوری CSC با تمرکز بر آموزش ضمن خدمت.[۱۶]

باید توجه داشت که روابط آکادمی دیپلماتیک جمهوری آذربایجان و برنامه‌های مطالعاتی اتحادیه اروپا کاملاً گسترده‌است و این روابط در حال تعمیق و گسترده‌تر شدن نیز می‌باشد که می‌تواند موجب پدیدار شدن قاعده وابستگی پیچیده متقابل شود.
آکادمی دیپلماتیک آذربایجان ADA یک مؤسسه آموزش عالی در وزارت امور خارجه است که دیپلمات‌ها و کارمندان دولت را در حوزه بین‌المللی آموزش می‌دهد و همکاری با وزارتخانه‌های ذی‌ربط را تضمین می‌کند. آکادمی دیپلماتیک آذربایجان ADA دانش کلی اتحادیه اروپا را در جمهوری آذربایجان و همچنین ایجاد یک مرکز به‌طور قابل توجهی افزایش می‌دهد.

## اسناد چارچوب برنامه جامع نهاد سازی CIB برای آذربایجان
1. پیش نویس برنامه اصلاحات نهادی
2. پشتیبانی از توسعه برنامه اصلاحات نهادی

هدف جهانی این تکلیف حمایت از توسعه یک نهاد است. اصلاحات با هدف تقویت ظرفیت‌های انسانی و نهادی آذربایجان مربوط به مذاکره و اجرای تعهدات تحت اتحادیه اروپا-آذربایجان آینده توافق‌نامه‌ها
هدف خاص این کار تهیه "برنامه اصلاحات نهادی " برای آن است ایجاد یک برنامه مطالعات همه‌جانبه اروپا در ADA و تقویت ظرفیت‌های شورای همکاری خلیج در توسعه حرفه ای کارمندان دولت
با تأکید بر امور اتحادیه اروپا. روابط دوجانبه بین اتحادیه اروپا و جمهوری آذربایجان به‌طور مثبت مشخص شده‌است. تعمیق همکاری‌ها تحت مشارکت شرقی، که در سال ۲۰۰۹ تأسیس شده‌است.
روابط اتحادیه اروپا و آذربایجان تحت مشارکت شرقی چشم‌انداز این کشور را در بر می‌گیرد.
برنامه مشارکت شرق اتحادیه اروپا در سال ۲۰۰۹ میلادی در اجلاس سران کشورهای عضو آن به تصویب رسید و شامل توسعه روابط سیاسی و اقتصادی این اتحادیه با شش کشور تازه استقلال یافته پس از فروپاشی اتحاد شوروی از جمله اوکراین، مولداوی، بلاروس و نیز سه کشور قفقاز جنوبی جمهوری آذربایجان، ارمنستان و گرجستان است.
در قالب این برنامه، تاکنون ۶ اجلاس اتحادیه اروپا با حضور سران این کشورهای تازه استقلال یافته، برگزار شده که هدف از آن برنامه‌ریزی ابعاد همکاریهای آتی بوده‌است.
امضای اسناد همکاریهای دوجانبه و چند جانبه جمهوری آذربایجان و اتحادیه اروپا به روابط فی‌مابین تحرک بخشیده‌است، بطوریکه کشورهای عضو این اتحادیه از عمده شرکای تجاری باکو محسوب می‌شوند.
هم‌اکنون ۵۰ درصد از مجموع تجارت خارجی جمهوری آذربایجان با کشورهای عضو اتحادیه اروپا انجام می‌شود و حجم تبادلات تجاری میان دو طرف در سالهای ۲۰۱۶ الی ۲۰۱۹ میلادی نیز ۵۵ درصد رشد داشته‌است.
کشورهای عضو اتحادیه اروپا در دو دهه گذشته از مشتریان اصلی نفت جمهوری آذربایجان بودهاند. این اتحادیه در مجموع پنج درصد از نفت مورد نیاز خود را از این کشور وارد می‌کند. باکو برنامه‌ریزی کرده که تا اواخر سال جاری میلادی صادرات گاز طبیعی از میدان «شاه دنیز» در دریای خزر به اروپا را آغاز کند. پیش‌بینی شده که حجم سالانه صادرات گاز از جمهوری آذربایجان به کشورهای عضو اتحادیه اروپا در مرحله نخست ۱۰ میلیارد متر مکعب باشد که در مراحل بعدی این رقم دو برابر افزایش خواهد یافت.